# Вілсон Кіпругут
Вілсон Чама Кіпругут (англ. Wilson Chuma Kiprugut; 1938 — 1 листопада 2022) — кенійський легкоатлет, що спеціалізувався, переважно, у бігі на 800 метрів. Дворазовий призер Олімпійських ігор та дворазовий чемпіон Всеафриканських ігор.

## Біографія
Народився у 1938 році в місті Керичо, провінція Рифт-Валлі, Кенія.
На Олімпійських іграх 1964 року в Токіо брав участь у змаганнях з бігу на 400 (7-е місце) та 800 метрів (3-є місце з результатом 1:45.9).
На Олімпійських іграх 1968 року в Мехіко брав участь лише у змаганнях на 800 метрів, посів друге місце з результатом 1:44.57.
На І Всеафриканських іграх 1965 року у Браззавілі (Республіка Конго) став чемпіоном у бігі на 400 та 800 метрів.

## Особисті рекорди
- 400 метрів — 46.6 (1965);
- 800 метрів — 1:44.57 (1968).